# Miquel Blay i Fàbrega
Miquel Blay i Fàbrega (Olot, La Garrotxa, 1866 - Madrid 1936) fou un escultor català. Format a Olot, a París i a Roma, destacà aviat per les seves obres d'un realisme idealista que aniria decantant-se cap al modernisme. Dins aquesta estètica realitzà les seves obres més conegudes que el convertiren en un dels escultors més representatius d'aquest moviment. L'any 1906 s'establí a Madrid on, en contacte amb l'art oficial, la seva obra fou absorbida per un realisme conservador. Conreà el retrat i l'estatuària religiosa, i realitzà nombrosos monuments a l'Estat espanyol i a Amèrica del Sud. Alternà el seu treball amb l'ensenyament artístic.

## Biografia

### Infantesa a Olot
Miquel Blay i Fàbrega va néixer a Olot l'any 1866 dins d'una família humil. El seu pare, natural d'Olot, Francesc Blay i Masmitjà, va exercir com a teixidor i més tard fou paleta. La mare, Dolors Fàbrega i Cambras, també nascuda a Olot, va treballar com a sastressa. Aquest matrimoni va tenir vuit fills, dels quals arribaren a grans en Miquel i dos germans més. Hi apareixen dues versions possibles per a la data de naixement exacta de l'escultor. En el discurs donat per Pérez Comendador a la Real Academia de Bellas Artes de San Fernando amb motiu de la celebració del centenari del naixement de Miquel Blay, es mantingué com a data el dia 8 d'octubre, mentre que en altres actes celebrats al seu poble natal se cita el 4 d'octubre. Aquesta última data també es troba gravada a la placa de la façana del carrer on es creu que va viure, ja com a residència familiar o com a situació eventual, al número 15 del carrer Sant Pere de Màrtir d'Olot.
Tot i no comptar amb gaires recursos econòmics, la família Blay va donar suport a les inquietuds artístiques del seu fill. Fins a l'adolescència Miquel Blay va assistir a l'escola pública instal·lada a la planta baixa de l'edifici de l'hospici d'Olot. En aquest moment, mostrades ja les evidents qualitats artístiques que va manifestar, els seus pares el van apuntar a l'Escola Pública de Dibuix d'Olot. Aquesta havia estat creada l'any 1783, primerament com un centre de formació d'artesans de la florent indústria d'indianes i mocadors pintats. El centre funcionava com a filial de l'Escola de Barcelona i tingué diversos directors, com en Josep Berga i Boix, Joan Carles Panyó o Narcís Pascual. Miquel Blay ingressà en aquesta escola sota la direcció de Josep Berga i Boix l'any 1880, i així hi figura als llistats d'alumnes fins al curs 1886-1887. Els primers dibuixos que es conserven de Miquel Blay daten del 1882. Molts són apunts de camp que feien els alumnes de l'escola, realitzats a llapis o llapis carbó i a vegades amb algun toc de guix. Els temes més freqüents són arbres, cases de pagès i paisatges. En alguns d'ells es reconeixen bells indrets de la rodalia d'Olot com el Pla de Llacs, Revell, el Puigsacalm o el Montsacopa.
Gairebé al mateix temps que a l'Escola Pública de Dibuix d'Olot, Miquel Blay va entrar també com a aprenent del taller d'imatgeria religiosa a El Arte Cristiano, que dirigien el mateix Berga i els germans Vayreda. Blay comença a figurar en nòmina entre el 1880 i el 1881, i hi fou modelador fins als 21 anys. Aquest taller estava dedicat a la construcció, decoració i venda d'escultures religioses. Dins de la col·lecció d'aquesta escola es conserven algunes figures modelades per Miquel Blay com Sant Ferran rei, Bisbe, cor de Maria o Verge dolorosa. Són esbossos, de petites dimensions, en terra cuita, a partir dels quals després es realitzaven els models originals. També es conserva algun dibuix preparatori. Es tracta d'estudis per a models d'imatgeria religiosa per ser reproduïts a escala més gran. Durant la seva estada a El Arte Cristiano, l'any 1888 va fer l'esbós en fang del Gegant d'Olot (estrenat l'any següent durant la Vigília de Corpus).
La formació artística d'en Miquel Blay, a més de l'Escola Pública de Dibuix d'Olot i El Arte Cristiano es completà al Centre Artístic-Cultural d'Olot (posteriorment conegut com l'Escola d'Olot). Aquest centre es fundà l'any 1869 per Jacint Casabona, Esteve Paluzie i Joaquim Vayreda; es dedicà a la literatura, les teoritzacions estètiques i les Belles Arts. Als setembres compresos entre els anys 1877 i 1883 es van organitzar exposicions de treballs, entre els quals acudiren a participar artistes catalans molt importants com foren Modest Urgell, Meifrèn, Fèlix Urgellès i Josep Maria Tamburi i Dalmau entre d'altres. Aquestes mostres aconseguiren que la ciutat d'Olot agafés una importància cabdal dins del panorama artístic català d'aquesta època. A la mostra de l'any 1880, Miquel Blay hi presenta quatre peces: Plafó decorat, Fris decorat, Estudi de flors i Al·legoria a les Belles Arts. En la mostra exposada l'any 1881 hi presentà Creu ogival. En l'exposició del 1883, la seva obra Bust en terra cuita va rebre de la premsa local els primers elogis cap a l'escultor.
Arribats a aquest punt, Miquel Blay va sentir la necessitat d'ampliar horitzons, i, tal com li va recomanar el també escultor Josep Llimona en una estada que va fer a Olot, es va començar a interessar per París, primerament perquè era on es trobaven els grans mestres del moment, i també gràcies als consells d'Antoni Caba, que l'ajudà a triar París enfront de Roma. Així, amb el suport de Josep Berga i Boix i Joaquim Vayreda, i a instàncies d'aquest últim com a diputat provincial, es va proposar Blay com a candidat per a una beca d'estudis artístics (concedida per la Diputació provincial de Barcelona) el 1887. Aquesta seria la primera beca que es concediria en la modalitat d'escultura.

### Els anys a París (1888-1891) (1894-1906)
La beca d'ampliació d'estudis que se li va concedir a Miquel Blay va fer que l'escultor, un cop establert a París, entrés en contacte amb la línia més moderna de l'escultura internacional del moment. És doncs quan Blay va passar gran part de la seva vida lluny del Modernisme, i tret d'algunes visites puntuals a territori català, va restar vinculat al país només per alguns encàrrecs i per llaços familiars.
Els anys que l'escultor va passar a París, primerament un curt període de formació i posteriorment ja instal·lat professionalment, esdevindran claus per la formació de Miquel l'artista. La primera estada com a gestació del temperament de l'escultor i la segona etapa constituirà la realització, amb una gran llibertat artística, del conjunt d'obres més representatives i definitòries de la imatge més coneguda de Miquel Blay dins del panorama artístic català.
Blay arribà a París la tardor de 1888 i fins al desembre de 1891 va assistir a l'Académie Julian amb el mestre Henri Chapu i també a l'École Nationale et spéciale des Beaux Arts. La primera estada a Paris fou bastant dura doncs Blay no parlava francès i els coneixements que disposava el van obligar a començar de nou i a renovar conceptes, tal com va reconèixer el mateix Blay. Les obres d'aquest període de formació són majoritàriament exercicis d'estudi i treballs imposats per la mateixa beca. El mes de maig de 1891 mor a París, víctima del tifus, el seu mestre Henri Chapu. Aquest fet, juntament amb la decisió d'exhaurir l'any de pròrroga de la seva beca d'estudis, van fer que Miquel Blay marxés de París cap a Roma per a continuar la seva formació. A Roma va llogar uns baixos a prop de la Porta di Popolo i compartí la modèstia del taller amb el pintor argentí Carlos Baca-Flor. Allà va modelar el grup, d'uns 70 centímetres d'alçada, de Els Primers Freds amb ambdues figures vestides. El grup representa un avi i una nena asseguts sobre un banc de pedra, arraulits de fred i tremolant junts, fent-se calor mútuament, com imatge impotent de les desgràcies i injustícies de la humanitat. Un cop enllestida aquesta primera versió, va decidir modelar el tema a més grandària i amb les figures nues com a recomanació dels amics pensionats que freqüentaven el taller, admirats i sorpresos per la manera de modelar de Blay. Acabada la segona versió, va presentar ambdues versions a l'Exposición Internacional de Bellas Artes de 1892 a Madrid.
L'any 1889 va fer el cap del Gegant d'Olot, en el qual, s'inspirà amb el mosso de can Sureda, que estava a principis del carrer Sant Esteve. El 1892 va rebre la primera medalla de l'Exposició Nacional de Belles Arts de Madrid amb l'obra Els primers freds.
El 1894, Blay presenta Els primers freds a l'Exposició General de Belles Arts de Barcelona, juntament amb l'escultura Joan Pere Fontanella i el bust de nena Margheritina. Amb aquest grup obtingué el Premi Infanta Isabel a la millor obra escultòrica d'autor nacional i Diploma del Mèrit. L'obra va ser adquirida per l'Ajuntament de Barcelona per al Museu Provincial. En aquesta ocasió, la premsa va mostrar el seu desacord amb els premis perquè consideraven que els sectors artístics laics estaven menyspreant als artistes que com Miquel Blay, estaven afiliats al Cercle Artístic de Sant Lluc. Encara que l'obra es va realitzar abans de la creació de l'entitat, responia a l'idealisme adoptat per Josep Llimona i del centre artístic. Després de l'èxit adquirit per l'obra, això li suposarà un reconeixement dins el panorama artístic del moment i decidirà establir-se a París durant dotze anys, on es produirà l'etapa escultòrica més rica i amb més llibertat en realitzacions de caràcter renovador de manera unificada.
Acabada la beca d'estudis, Blay troba a faltar l'ambient artístic de París i hi torna el mes de juliol de 1894 per poder continuar la seva carrera. El 30 de novembre de 1895 es casarà amb Berthe Picard i Moreau a l'església de Saint Pierre du Roule de la localitat de Neuilly. D'aquesta unió naixeran cinc fills, els quals tots arribaran a l'edat adulta excepte el més petit d'aquests que morirà jove.
En aquesta segona estada a París l'escultor produirà obres de gran qualitat com per exemple: Dona i Flors, Ondina, Flor boscana o Pensativa que representen una temàtica semblant: les nàiades i les dones d'aigua, temes recurrents de l'època. D'altra banda també realitzarà obres amb un alt component idealista i que apunten, tant a nivell formal com de contingut, cap al simbolisme. Obres com Cap a l'ideal, que primerament Blay volia titular Ànimes Blanques i que comparteix trets característics amb les figures del grup del panteó Errazu, realitzat també en l'època. Altres obres tenen clares reminiscències als escultors més famosos de l'època com són Rodin i Meunier; Eclosió i Perseguint la il·lusió. Aquesta darrera obra pot recordar a l'obra Fugit d'Amor de Rodin, pel perfil de modelat esfumat i subtil. De Meunier adopta la vessant més socialitzant i la idealització dels durs treballadors. Un exemple és el grup de Barrinaire i Fonedor, del monument a Victor Chavarri de Portugalete, realitzada l'any 1903. L'escultor presentà diverses obres des del 1895 fins al 1906 als Salons, fet que farà que el 1901 sigui nomenat Chevalier d'Honneur de la Légion Française. El 1904 enviarà una mostra de 14 obres a l'Exposición Nacional de Bellas Artes de Madrid per donar a conèixer encara més la seva obra dins del panorama artístic espanyol.
Va viure a la capital francesa fins al 1906, data en què es va instal·lar a Madrid, sent ja un artista reconegut. A Madrid, la seva obra es va veure influenciada per un realisme més conservador, esdevenint un escultor d'estatuària religiosa i projectant monuments per a l'estat espanyol i Sud-amèrica. Va introduir en la seva escultura, amb un naturalisme extrem, tots els elements del modernisme.

### Establiment a Madrid
A final de l'any 1906 Miquel Blay es trasllada a Madrid per dos motius: el primer per poder atendre els encàrrecs que tenia des d'Espanya, i segon pels diferents problemes econòmics que tenia a París. A Madrid, Blay es dedicarà majoritàriament a afaiçonar escultures d'encàrrec, retrats i monuments que compaginarà amb la docència. El 13 de desembre s'inaugura als jardins del parque Oeste el Monument al doctor Rubio, obra ja treballada a París. Monument dedicat al doctor Federico Rubio i Gali, just davant de l'altre monument titulat La humanitat. La primera obra es troba realitzada en pedra de Múrcia, la segona de Bronze. Tant aquestes com les següents composicions monumentals que realitzarà Blay, mantindran influències derivades de l'estètica de l'escultura francesa alhora que presentaren característiques molt personals, com per exemple, la moderació en l'estètica, la robustesa en la complexitat de les figures i la serenitat i noblesa en la seva expressió. El 1907 participarà en l'Exposició Internacional de Belles Arts de Barcelona, dins del Cercle Artístic de Sant Lluc, al costat d'artistes com Joan Llimona, Baixeras, Brull, Centelles, Tamburini i Barrau entre d'altres. Hi presentarà diverses obres: Desencant, Dona i flors, Eclosió, La boulet, Perseguint la il·lusió i Barrinaire i fonedor. L'Ajuntament de Barcelona va adquirir el bust en marbre Dona i flors que es conserva actualment al MNAC. En aquests anys l'escultor també es trobava realitzant al seu taller el magnífic relleu al·legòric, La cançó popular que es troba a la façana del Palau de la Música Catalana, obra de l'arquitecte Lluís Domènech i Montaner. Un altre obra també d'aquest període relacionada amb l'arquitecte Domènech i Montaner és l'escultura funerària de la comtessa de la Vall de Canet, esposa de l'editor Ramon de Montaner i Vila, que es troba a la cripta del castell de Santa Florentina de Canet de Mar. Construcció que havia estat restaurada a principis de segle, per Lluís Domènech i Montaner juntament amb el seu gendre Ricard Campmany.
L'any 1908 Miquel Blay guanya una Medalla d'Honor amb la presentació de l'obra l'Eclosió en la Exposición Nacional de Bellas Artesde Madrid, juntament amb un altre premi a l'Exposició Internacional d'Art a Buenos Aires amb motiu del centenari de la independència de la república el 1910. També realitzà multitud d'escultura monumental i pública a diverses ciutats d'Amèrica Llatina, coincidint amb el període d'expansió i creixent urbanització de les principals capitals d'aquests països.

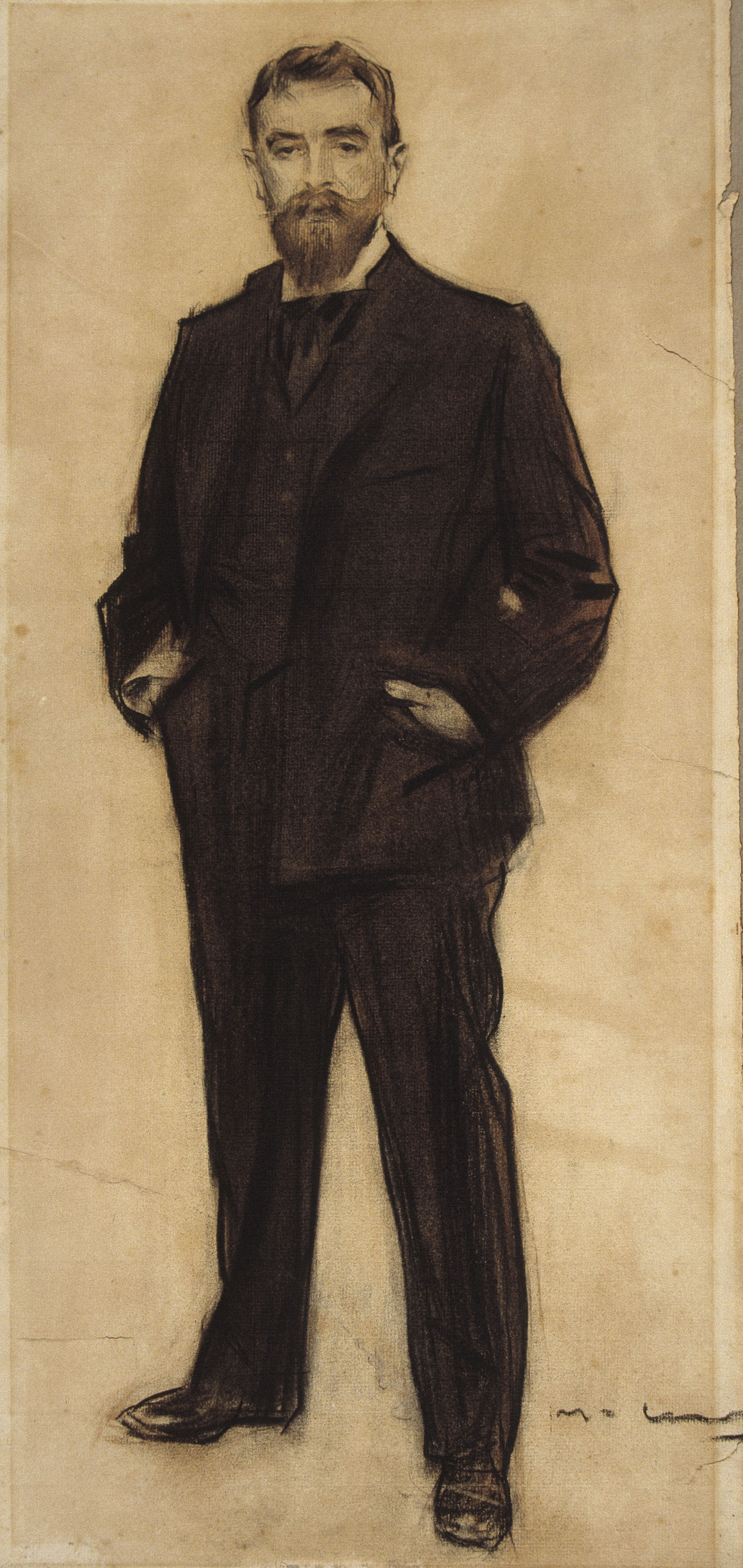
Ramon Casas - MNAC- Miquel Blay

El desembre de 1908, quedà vacant una plaça d'acadèmic numerari a la Real Academia de Bellas Artes de San Fernando per la mort de l'escultor català Joan Samsó i Lemgly. Blay va ser nomenat pel càrrec i uns dies després era nomenat professor amb caràcter interí de l'Escuela Especial de Pintura, Escultura y Grabado de Madrid.
L'estiu de 1926, Miquel Blay tornà a Olot per rebre un homenatge on li farien entrega d'un pergamí amb el títol de Fill Predilecte, distinció que ja li havien atorgat disset anys abans per la seva meritòria carrera artística. Després d'aquest homenatge, Blay es dirigirà cap a Roma per prendre possessió del càrrec de director de l'acadèmia Española de Bellas Artes de Roma, títol nomenat pels membres de la Real Academia de Bellas Artes de San Fernando. En aquest període Blay modelà al taller el grup monumental de la Font de la Plaça d'Espanya, de l'arquitecte Josep Maria Jujol. Blay constarà com a director de l'Acadèmia Española de Bellas Artes de Roma fins a l'any 1933.
A partir d'aquí, amb el retorn a Madrid, els últims anys de Blay seran temps de carències econòmiques. D'aquesta darrera etapa destacà l'abnegació total de Miquel Blay pel treball escultòric fins al darrer moment de la seva vida. Als setanta anys encara es dedicava amb plenitud a la seva tasca d'escultor. Entre altres encàrrecs, Blay va modelar al taller de la carretera de Chamartín, el grup escultòric L'esdevenidor per a la façana del Banco Vitalicio de Madrid. D'aquesta peça feta en bronze es conserven també diversos esbossos realitzats en guix. El mateix encàrrec incloïa també una segona escultura per situar sobre la porta de l'entitat. Mentre donava els darrers tocs al grup principal, l'escultor va emmalaltir sobtadament. El 12 de gener de 1936, Miquel Blay va reunir els seus amics al taller per mostrar-los l'obra, en la qual treballà dos dies més, dirigint l'emmotllament de la peça.
El 22 de gener de 1936 Miquel Blay va morir víctima d'un atac cerebral. A la capella ardent hi van arribar nombroses corones, com per exemple la de l'Ajuntament d'Olot, en la cinta de la qual es podia llegir: D'olot al seu fill predilecte. L'endemà les seves restes mortals van ser portades a espatlles dels seus deixebles fins al Cementiri de San Lorenzo de Madrid, on Blay volia que se l'enterrés. A més de la representació de l'Acadèmia de Bellas Artes, en la persona del comte de Romanones, el Círculo de Bellas Artes, el Casal Català, Jovenes y Arte i de l'Ajuntament d'Olot, hi acudiren artistes del moment, com per exemple Moreno Carbonero, Mariano Benlliure, José Francès, José Caúz, Julio Moisés, Aniceto Marinas, Ramón Pulido, José Garnelo, Victorio Macho, juntament amb els comtes de Casal i de Yebes i els ambaixadors de França i l'Argentina entre d'altres.
Enrique Pérez Comendador, amic i alumne de l'escultor, recalcà que Blay lluitava per expressar els més elevats sentiments i ideals, sensacions tant íntimes com poètiques. Mantenint-se moderat i prudent, el resultat foren les realitzacions monumentals més serenes del moment, encara que el seu art tan íntim potser no arrelés en tothom. De la mateixa manera, Mariano Benlliure, amic i company d'ofici de Miquel Blay, apuntà poc després de la mort de l'artista, en el seu discurs a la Real Academia de Bellas Artes de San Fernando: Al desaparecer Blay muere uno de los prestigios de mayor significación espiritual. Nadie como él supo encarnar en la materia definitiva la realidad asonada del sentimiento.
El seu fons documental es conserva a l'Arxiu Comarcal de la Garrotxa.

## Obra
- 1887 La innocència. Guix - 66 x 46 x 90 cm. Museu de la Garrotxa, Olot.
- 1888 La caritat. Guix - 116 x 40 x 38 cm. Museu de la Garrotxa, Olot.
- 1889 Cap del Gegant d'Olot
- 1890 Remordiment. Bronze - 64 x 25 x 32 cm. MAM/MNAC.
- 1892 Els primers freds. Guix - 138 x 100 x 70 cm. MAM/MNAC.
- 1892 Margheritina. Guix - 43,5 x 40 x 30 cm. Museu de la Garrotxa, Olot.
- 1893 Cap d'apòstol. Guix - 50 x 23 x 29 cm. Museu de la Garrotxa, Olot.
- 1893-1895 Joaquim Vayreda i Vila. Terra cuita - 42,5 x 43 x 24 cm. Col·lecció Vayreda.
- 1894 Joan Pere Fontanella. Guix - 182 x 129 x 133 cm. Museu de la Garrotxa, Olot.
- 1895 L'avi Berga. Terra cuita - 55 x 37 x 32 cm. Museu de la Garrotxa, Olot.
- 1895-1896 Cap a l'ideal. Guix - 200 x 85 x 85 cm. MNAC/Museu de la Garrotxa, Olot.
- 1896 Flor boscana. Marbre - 48 x 21 x 26 cm. MAM,MNAC.
- 1896 Piedita. Guix - 46 x 36 x 22 cm. Col·lecció particular.
- 1896-1902 Ondina. Guix - 45 x 64 x 38 cm. Museu de la Garrotxa, Olot.
- 1898-1902 Panteó Joaquín M. d'Errazu. Bronze/pedra. Cementiri Père Lachaise, París.
- 1899 Dona i flors. Guix - 75 x 67 x 42 cm. Museu de la Garrotxa, Olot.
- 1899 Raymond. Guix - 40 x 35 x 25 cm. Museu de la Garrotxa, Olot.
- 1900 Pensativa (Sensitiva). Guix - 65 x 66 x 59 cm. Museu de la Garrotxa, Olot.
- 1903 Barrinaire i fonedor. Bronze - 114 x 80 x 38 cm. Museu de la Garrotxa, Olot.
- 1902 Lo meu noi. Bronze - 43 x 23,5 x 27 cm. MAM/MNAC.
- 1903 Perseguint la il·lusió. Marbre/bronze - 75 x 65 x 45 cm. MAM/MNAC.
- 1905 Eclosió. Marbre -88 x 76 x 59 cm. Museu de la Garrotxa, Olot.
- 1905 Nena adormida (Dolços somnis). Guix - 23 x 66 x 51 cm. Museu de la Pesca de Palamós.
- 1906 Le boulet. Guix 206 x 101 x 130 cm. Museu de la Garrotxa, Olot.
- 1907 La cançó popular. Pedra blanca de Montjuïc. Palau de la Música, Barcelona.
- 1918 La Lectura. Pedra de Girona.Passeig d'en Blay, Olot, la Garrotxa.
- 1936 L'esdevenidor. Bronze. Banco Vitalicio (C/ Alcalà), Madrid.

### Monuments
- 1903 Monument a Víctor Chávarri. Bronze/marbre. Plaça del Solar, Portugalete (Biscaia).
- 1906 Monument al Doctor Federico Rubio. Pedra/Bronze. Parque del Oeste, Madrid.
- 1910 Grup La Pau i baixos relleus al Monument a Alfons XII del Parc del Retiro. Madrid.
- 1910 Monument a Mariano Moreno. Marbre/bronze.Plaça del Congreso, Buenos Aires, (Argentina).
- 1910-1912 Monument a Ramón Santamarina. Pedra/bronze. El Tandil, Argentina.
- 1911-1914 Monument al Comte de Romanones. Pedra/bronze.Guadalajara.
- 1914 Monument a Mesonero Romanos. Madrid.
- 1914-1918 Monument a Manuel Fuster i Arnaldo. Pedra/bronze. Camps Elisis, Lleida
- 1918 Monument a José Pedro Varela. Marbre/bronze. Plaça de José Pedro Varela, Montevideo (Uruguai).
- 1920-1925 Monument als Fundadors de la Facultat de Medicina. Bronze/pedra. Plaça de Bernardo Houssay, Buenos Aires.
- 1924 Monument a Vasco Núñez de Balboa. Marbre/bronze daurat. Entrada canal, Panamà.
- 1929 Font de la Plaça d'Espanya (Barcelona).
- 1931-1952 Monument a la República de Cuba. Marbre. Plaça d'El Salvador, Parc del Retiro, Madrid.
- 1932 Panteó Enric Nebot. Marbre/pedra. Cementiri (departament de Santa Cecília), Lleida.

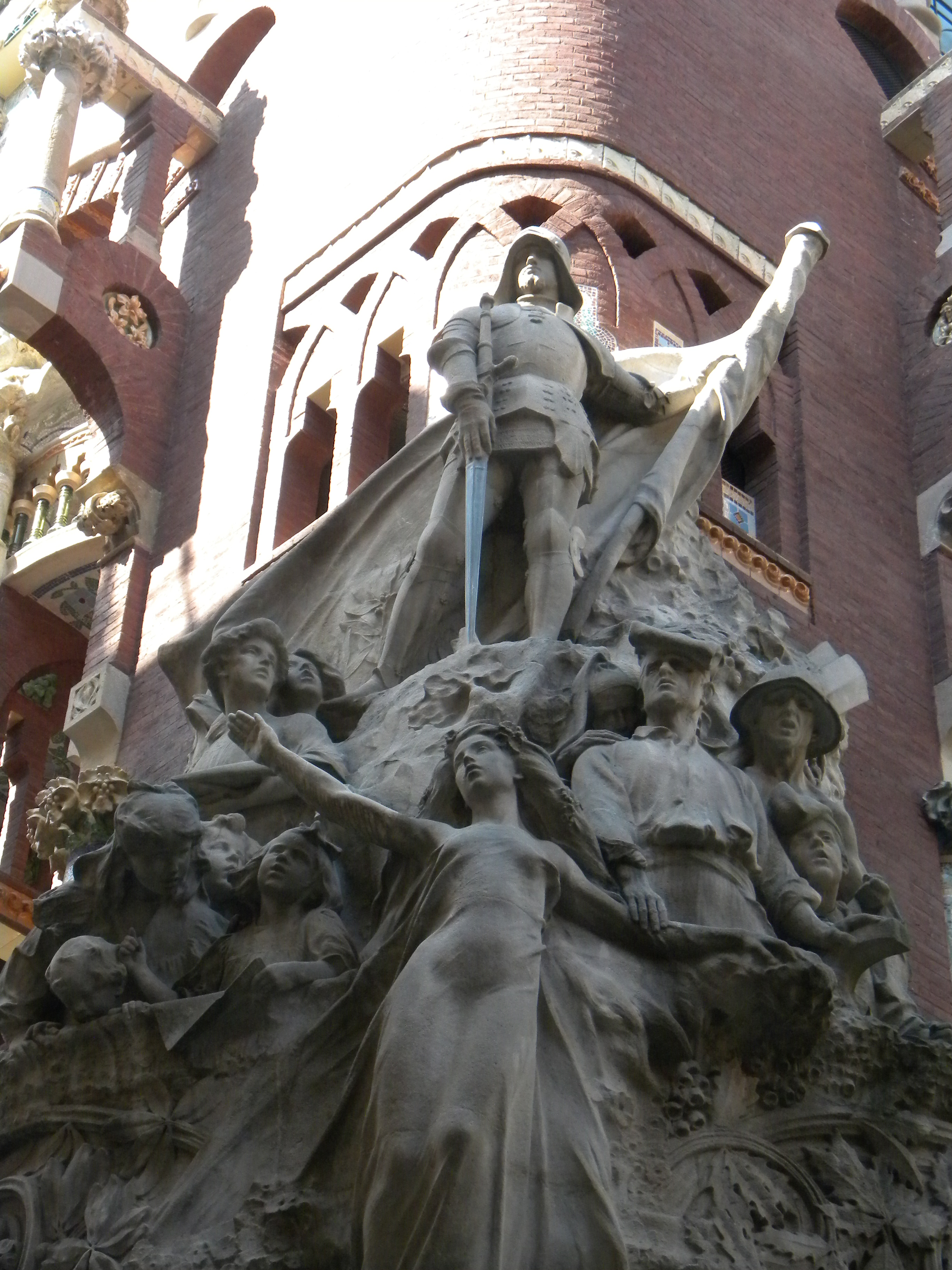
La cançó popular
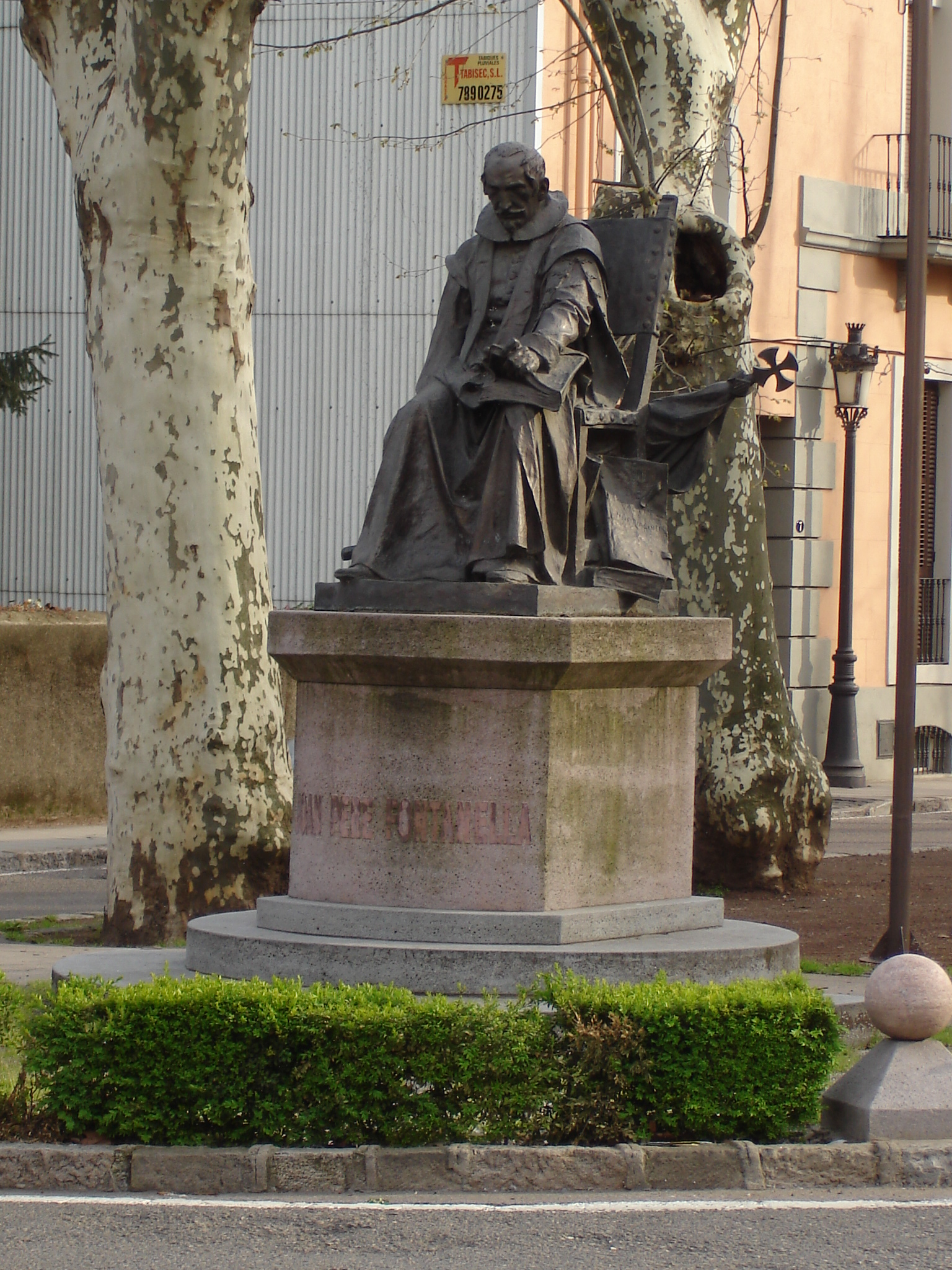
Monument a Joan Pere Fontanella
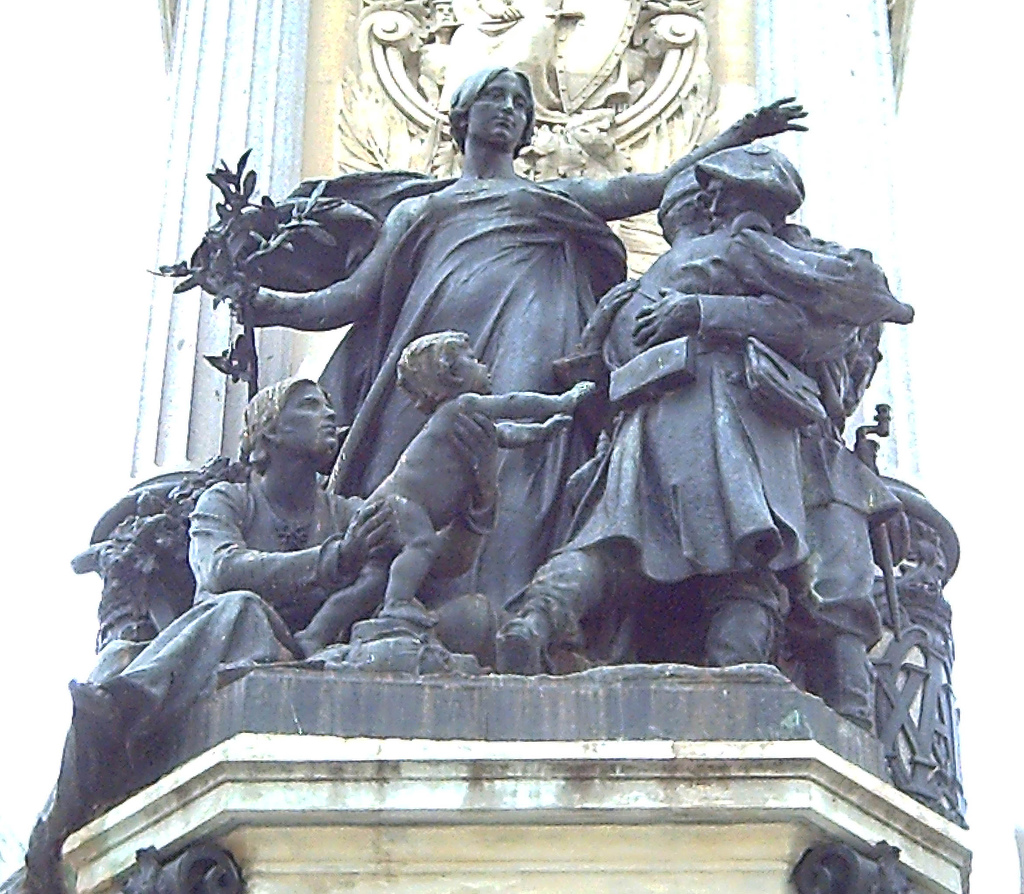
Monument a Alfons XII, La Pau
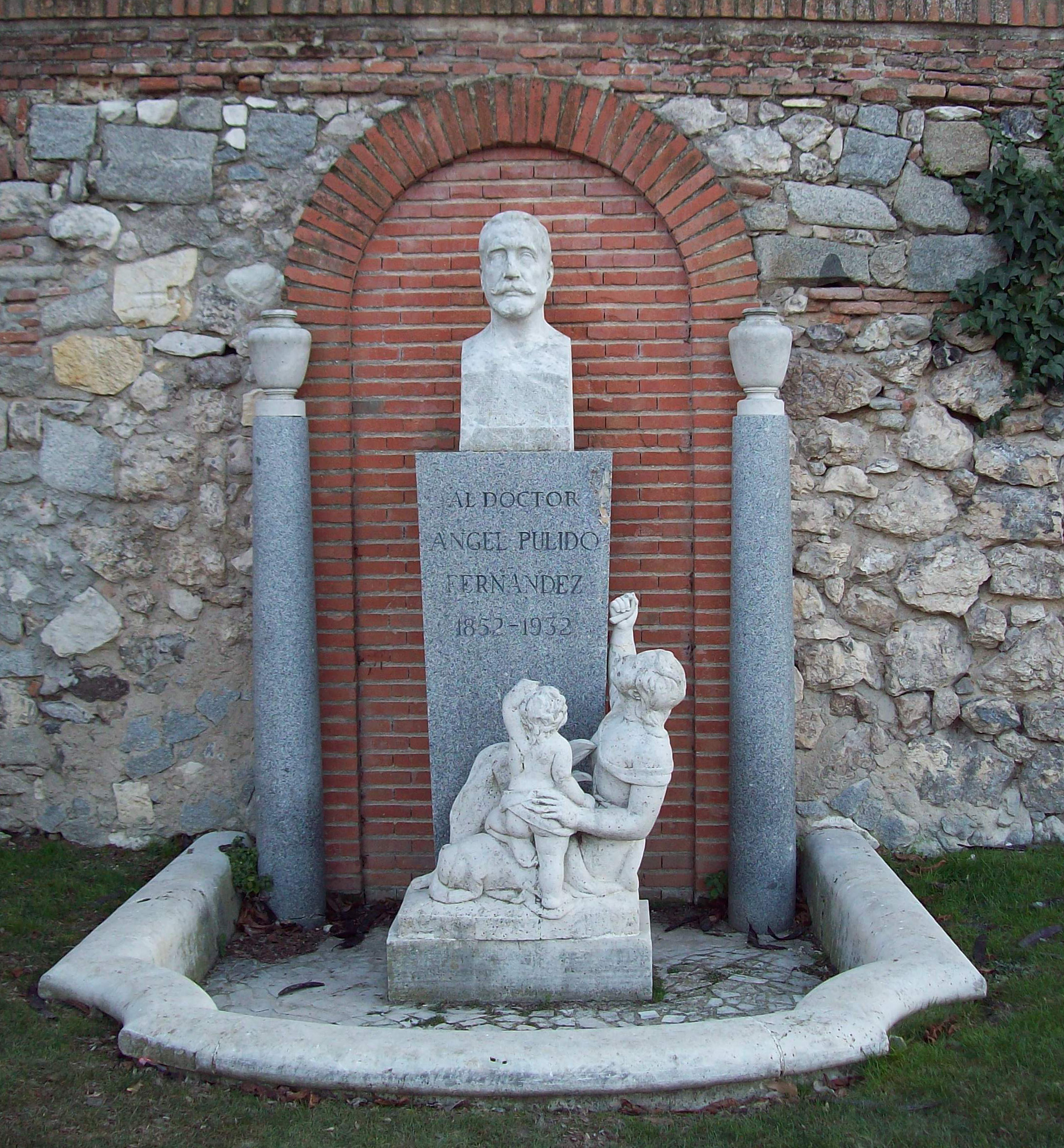
Monument al Doctor Pulido Fernández
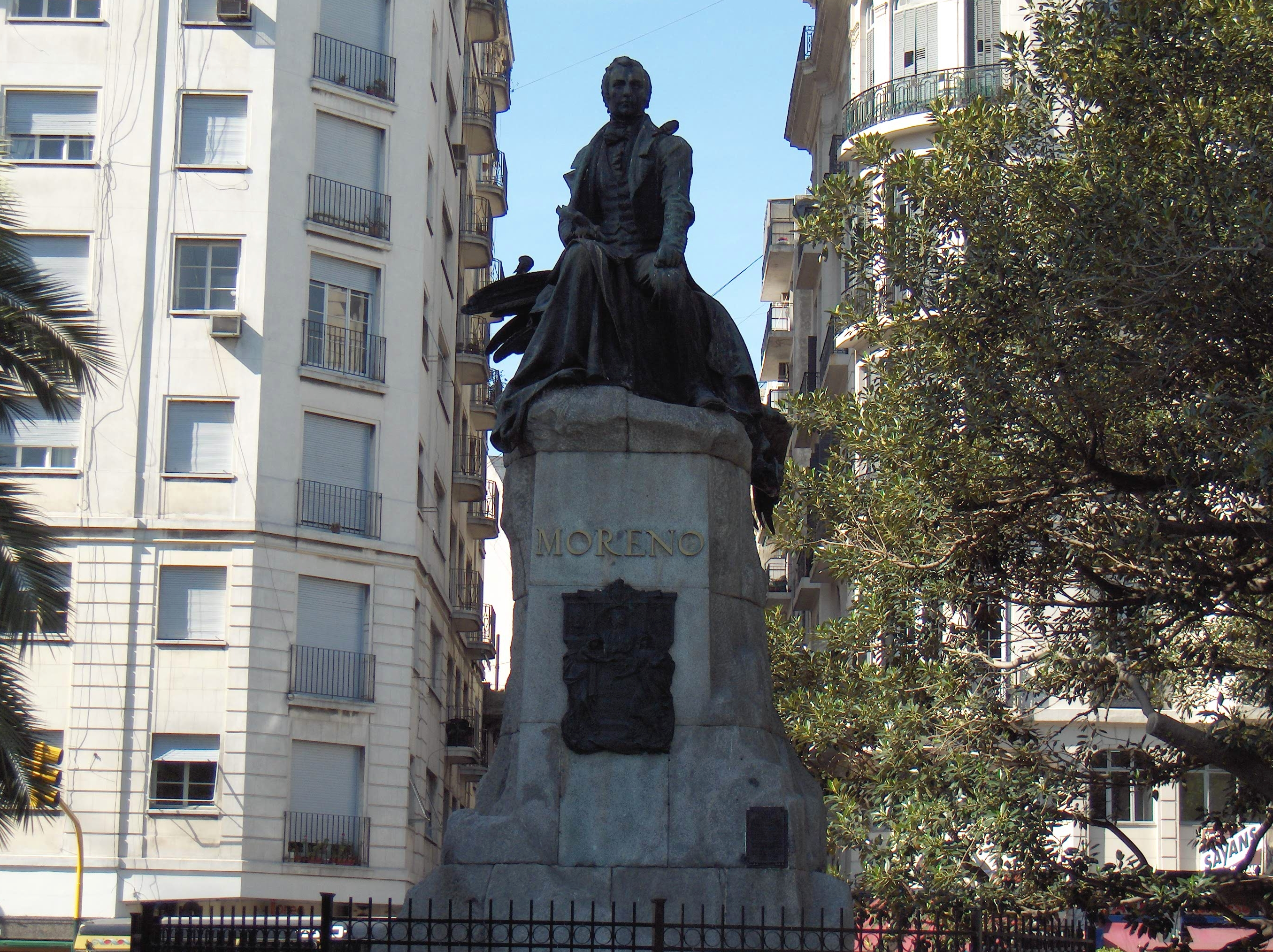
Monument a Mariano Moreno
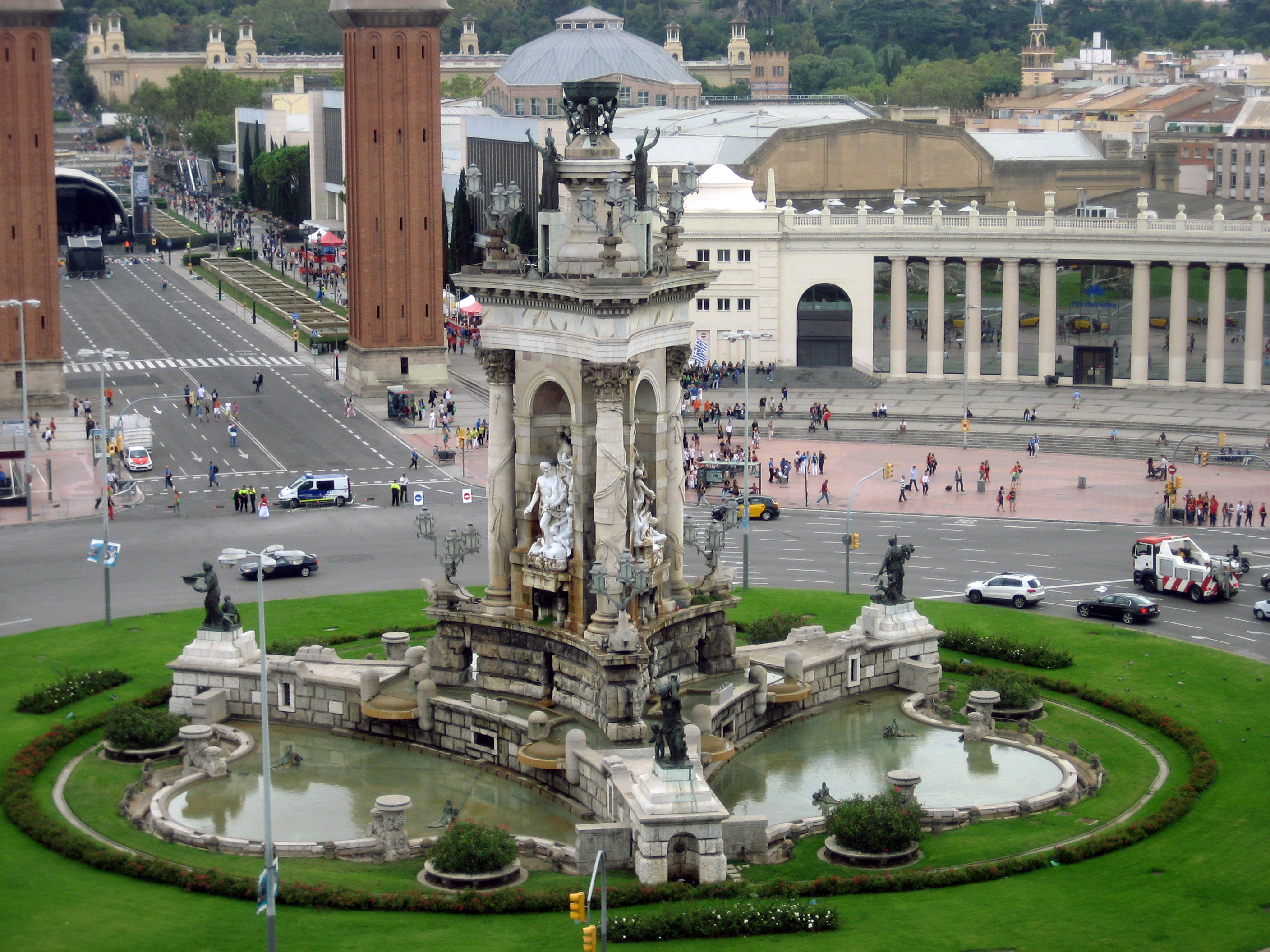
Font de la Plaça d'Espanya (Barcelona)
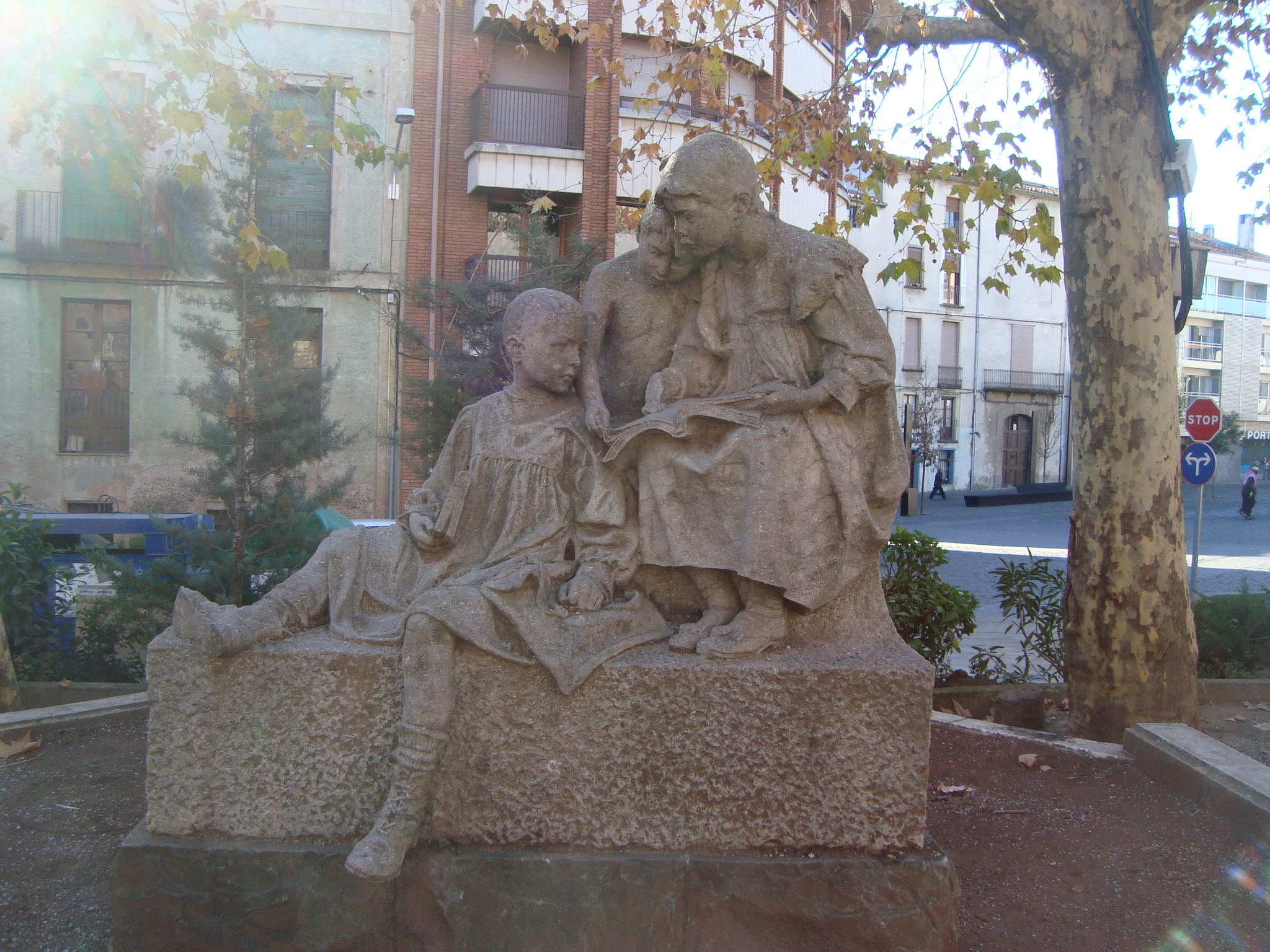
La Lectura. Olot, 1918